# Ленивые вычисления
Ленивые вычисления (англ. lazy evaluation, также отложенные вычисления) — применяемая в некоторых языках программирования стратегия вычисления, согласно которой вычисления следует откладывать до тех пор, пока не понадобится их результат. Ленивые вычисления относятся к нестрогим вычислениям. Усовершенствованная модель ленивых вычислений — оптимистичные вычисления — переходит в разряд недетерминированных стратегий вычисления.
Отложенные вычисления позволяют сократить общий объём вычислений за счёт тех вычислений, результаты которых не будут использованы.
Программист может просто описывать зависимости функций друг от друга и не следить за тем, чтобы не осуществлялось «лишних вычислений».
Ленивые вычисления естественным образом легли на функциональную парадигму программирования, поскольку функциональные языки программирования, реализующие отложенные вычисления, зарекомендовали себя как инструменты, удобные для прототипирования и быстрой разработки программного обеспечения, а также для проектирования электронно-вычислительных устройств.
Наиболее полно из популярных языков ленивые вычисления реализованы в Haskell. В частности, в языке нет оператора присваивания значения переменной, а только операцию определения функциональной зависимости; благодаря ленивым вычислениям в языке возможно оперирование бесконечными коллекциями. При этом язык «ленивый по умолчанию»: хотя основные возможности базируются на отложенных вычислениях, прежде всего — на вызове по необходимости, но имеются как стандартные средства строгих вычислений (например, строгое вычисление полей в алгебраических типах), так и языковые расширения для детерминированных стратегий.
Mathematica и Maxima допускают ленивые вычисления с помощью оператора определения «:=». В языках D и Scala имеется ключевое слово lazy, задающее для соответствующей конструкции отложенное вычисление. В таких языках, как Python, C#, Java 8 и ряде других ленивые вычисления реализованы с помощью функций-генераторов и ключевого слова yield.
Для использования ленивых вычислений не обязательна встроенная поддержка на стороне языка программирования, во многих случаях отложенные вычисления могут быть реализованы любыми доступными средствами. Например, в практике многих языков широко применяется шаблон проектирования «отложенная инициализация», предписывающий переносить выполнение ресурсоёмких операций по созданию объектов или получения значения непосредственно перед использованием. Для ряда языков созданы библиотеки, обеспечивающие работу с ленивыми вычислениями, например, для JavaScript таковы Streams.js, linq.js, Immutable.js и node-lazy.